# Cristelo (Barcelos)
Cristelo es una freguesia portuguesa del concelho de Barcelos, con 7,45 km² de área y 1917 habitantes (2001). Densidad de población: 257,3 hab/km².